# Бяла маришка овца
Бяла маришка овца е българска местна порода овце с комбинирана насока на използване – мляко и месо и вълна. В миналото е била известна под наименованието Първомайска овца.

## Разпространение
Бялата маришка овца е местна порода създадена в района около гр. Пловдив. Днес тя се среща в някои села на изток и на север от града. В миналото тя е била известна под наименованието „Първомайска овца“ (Иванов и Костов, 1951). Името „Бяла Маришка“ е прието след 1990 г., когато се учредява Дружество за отглеждане и развъждане на Маришките овце – първата развъдна организация в стратата. През 1991 г се поставя началото на водене на зоотехнически регистър на агнета, овце и кочове за разплод, а през 1992 г в някои стада се въвежда контрол на плодовитостта и млечността. През 1993 г е заведена родословна книга на белите маришки овце. Към 2008 г. броят на представителите на породата е бил 899 индивида.
Рисков статус – застрашена от изчезване.

## Описание
За овцете от породата Бяла Маришка овце са характерни удължената форма на тялото, крайниците и опашката. Главата е средно дълга, тясна с права профилна линия. Ушите са средно големи насочени встрани, леко наведени. Шията е дълга, тясна. Гърбът е дълъг и средно широк. Гръдния кош е дълбок, средно широк. Краката са дълги със здрава костна система. Опашката е дълга и понякога се влачи по земята. Зарунеността на тялото започва от главата, линията над очите. Гърбът и страните на тялото са добре зарунени. Руното е с щапелен строеж, а при младите нестригани животни е със заострени върхове на щапелите (фитили). Вълната е еднородна, мека. Дебелината на влакната е 32.15 μm (Димов и Джорбинева, 1999), и затова нежността на вълната е предимно 48-о качество. Вълната около главата не се стриже и с годините се оформя тъй наречената „качулка“. Тя има по-скоро декоративен характер и задоволява естетически критерии на овцевъдите. Още при селекцията на мъжки и женски агнета, овцевъдите оставят за разплод онези агнета с по-добра заруненост около главата, което дава възможност по-късно да се формира по-голяма и по-хубава качулка. Вълната около карпалните и скакателните стави също не се стриже. Овцете са безроги, а при кочовете се срещат безроги и рогати животни. Там където ги има рогата са слабо развити. Още в млада възраст те биват отчупвани от стопаните. Височината при холката е 75 cm за овцете, а при кочовете 85 cm. Типичният цвят е белият, но се срещат и пигментирани овце и кочове (от 4 до 10 % от овцете). Пигментираните овце са червеникаво-кафяви с бяло петно на върха на главата и опашката). Срещат се и шарени овце от 1 до 3 %.
Коефициентът на плодовитост е 1,52 с вариране при отделни стада от 1,25 до 172 (Димов, 1999). Живото тегло на агнетата при раждане е 4,8 kg, на 30 дневна възраст – 14,54 kg, на 60 дневна възраст 22,78 kg (Вучков и Димов, 2007). Бели маришки агнета заклани на 60 дневна възраст имат кланичен рандеман 53,58 % (Вучков и Димов 2006). На 60 дневна възраст трупчетата попадат в категорията леки агнешки трупчета от 10 – 13 kg от категория „С“ със слаба степен на залоеност. Живото тегло на овце-майки е 71,71 kg, а на кочове – 100,12 kg (Dimov, 2011). Продължителността на бозайния период е 67 дни, а средната продължителност на дойния период – 137 дни с вариране от 90 до 210 дни. Средният млекодобив установен въз основа на 1084 записа на 678 овце в 15 стада за периода 1992 – 2010 година e 110,57 литра с вариране при отделни стада от 96,01 до 171,81 литра (Dimov 2011). Рекордът по млекодобив е 329,60 литра за 150 дни доен период установен през 2003 година. Млякото от се характеризира със сравнително ниско съдържание на мазнини – 6,23 % и високо съдържание на протеин – 5,91 % (Dimov and Mihaylova, 1999).
Белите маришки овце са подходящи за отглеждане в равнинните райони на Южна България. Те са взискателни към условията на хранене и гледане.